# Хил Сити (Канзас)
Хил Сити (енгл. Hill City) град је у америчкој савезној држави Канзас.

## Демографија
По попису из 2010. године број становника је 1.474, што је 130 (-8,1%) становника мање него 2000. године.
| Група             | 2000.         | 2010.         |
| Белци             | 1.511 (94,2%) | 1.325 (89,9%) |
| Афроамериканци    | 55 (3,4%)     | 67 (4,5%)     |
| Азијати           | 7 (0,4%)      | 5 (0,3%)      |
| Хиспаноамериканци | 18 (1,1%)     | 37 (2,5%)     |
| Укупно            | 1.604         | 1.474         |